# 卡塞格林环形山
卡塞格林环形山（Cassegrain）是月球背面南半球一座古老的大撞击坑，约形成于酒海纪，其名称取自法国天主教神父、光学家洛朗·卡塞格林（1629年-1693年），1970年被国际天文学联合会正式批准接受。

## 描述
该陨坑西南偏西毗邻库格勒环形山；西北靠近列别捷夫环形山；皮克尔纳陨石坑位于它的东北；东南和西南分别坐落着木村陨石坑和普里斯特利环形山。修长的普朗克月谷的绵延在它的西南方，该陨坑的中心月面坐标为51°57′S 113°18′E / 51.95°S 113.3°E，直径56.66公里，深度为2.438公里。
卡塞格林环形山外观呈多边形状，西北-东南向略长。陨坑壁已受侵蚀，其中西北壁较其它部分磨损更严重；内侧坡仍保留有阶地状结构痕迹，沿坡底，特别是西北部可见到崩落的碎岩。坑壁平均高出周边地形1180米，内部容积约有2670.83立方千米。该环形山与南海西部和西北部大多数陨坑相比，其坑底色调较深，除西北角分布有岩屑堆外，整体平坦无其它醒目的地貌结构，地表反照率也较周边地形更低，中心处坐落着一座小中央峰。

## 卫星陨石坑
按惯例，最靠近卡塞格林环形山的卫星坑在月图上以字母标注在该坑中心点的旁边。

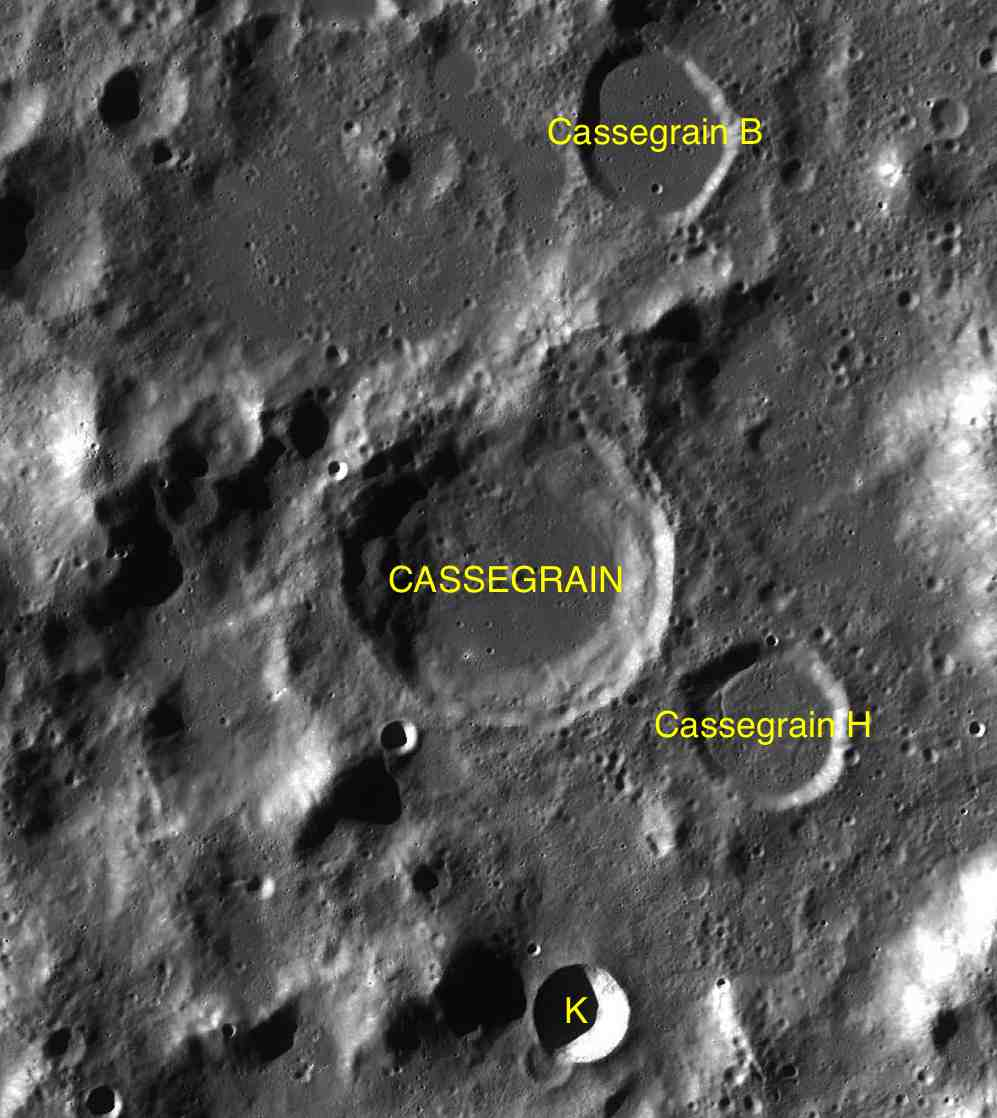
LAC-130 月图

| 卡塞格林 | 纬度     | 经度      | 直径      |
| -------- | -------- | --------- | --------- |
| B        | 49.57° S | 114.64° E | 26.97公里 |
| H        | 52.84° S | 115.66° E | 29.84公里 |
| K        | 54.45° S | 113.88° E | 16.42公里 |

- 卫星坑卡塞格林 B形成于雨海纪[1]。

## 另请参阅
- Andersson, L. E.; Whitaker, E. A. . NASA RP-1097. 1982.
- Blue, Jennifer. . USGS. July 25, 2007  [2007-08-05]. （原始内容存档于2012-04-08）.
- Bussey, B.; Spudis, P. . New York: Cambridge University Press. 2004. ISBN 978-0-521-81528-4.
- Cocks, Elijah E.; Cocks, Josiah C. . Tudor Publishers. 1995. ISBN 978-0-936389-27-1.
- McDowell, Jonathan. . Jonathan's Space Report. July 15, 2007  [2007-10-24]. （原始内容存档于2012-05-26）.
- Menzel, D. H.; Minnaert, M.; Levin, B.; Dollfus, A.; Bell, B. . Space Science Reviews. 1971, 12 (2): 136–186. Bibcode:1971SSRv...12..136M. doi:10.1007/BF00171763.
- Moore, Patrick. . Sterling Publishing Co. 2001. ISBN 978-0-304-35469-6.
- Price, Fred W. . Cambridge University Press. 1988. ISBN 978-0-521-33500-3.
- Rükl, Antonín. . Kalmbach Books. 1990. ISBN 978-0-913135-17-4.
- Webb, Rev. T. W.  6th revised. Dover. 1962. ISBN 978-0-486-20917-3.
- Whitaker, Ewen A. . Cambridge University Press. 1999. ISBN 978-0-521-62248-6.
- Wlasuk, Peter T. . Springer. 2000. ISBN 978-1-85233-193-1.